# Фудбалски савез Црне Горе
Фудбалски савез Црне Горе (ФСЦГ) је највиши фудбалски орган који руководим фудбалским такмичењима у Црној Гори са седиштем у Подгорици. Меридианбет је званични спонзор Савеза.

## Историја
Фудбалски савез Црне Горе основан је 8. марта 1931. у Цетињу, под именом „Цетињски ногометни подсавез“, који је деловао у оквиру Фудбалског савеза Југославије. Први председник је био проф. Никола Латковић.
Пре оснивања подсавеза клубови са теритирије Црне Горе су играли у оквиру Сплитског ногометног подсавеза.
После Другог светског рата 5. августа 1945 оформљен је Фудбалски одбор у оквиру Фискултурног-одбора Црне Горе, који је већ 1946 организовао прво фудбалско првенство Црне Горе.
На оснивачкој Скупштини одржаној 6. децембра 1948. Фудбалски одбор прераста у Фудбалски савез Црне Горе са седиштем у Титограду.
До 28. јуна 2006 ФСЦГ је био у саставу Фудбалског свеза ФНРЈ, СФРЈ, СР Југославије и Србије и Црне горе. После тог датума постаје самосталан.
Захтев за чланство у евеопску и светску фудбалску организају УЕФА и ФИФА поднео је одмах по оснивању 30. јуна 2006. године. У УЕФУ је примљен на Конгресу УЕФА у Диселдорфу 26. јануара 2007, а у ФИФУ 31. маја 2007. на Конгресу у Цириху.

## Такмичења
ФСЦГ организује следећа такмичења у Црној Гори:
- Прва лига Црне Горе
- Друга лига Црне Горе
- Куп Црне Горе

и руководи
- Фудбалском репрезентацијом Црне Горе А-селекција
- Фудбалском репрезентацијом Црне Горе У-21 (до 21 године)
- Фудбалском репрезентацијом Црне горе У-19 (до 19 година)
- Фудбалском репрезентацијом Црне Горе У-17 (да 17 година)
- Фудбалском репрезентацијом Црне горе у футсалу.

Од 2001 Председник ФСЦГ је бивши фудбалер Дејан Савићевић, који је био и тренер националне селекције. После пријема у УЕФУ именован је 2. фебруара 2007 и први селектор нове Фудбалске репрезентације Црне Горе Зоран Филиповић.
Прва званична међународна утакмица националне А селекције је била утакмица одиграна у Подгорици 27. марта 2007. Црна Гора Мађарска 2:1 (0:1).
Због каснијег пријема ФСЦГ у УЕФУ и ФИФУ А селекција не учествује у квалификацијам за Европско првенство у фудбалу 2008. године.